# Palmyra (Utah)
Palmyra és una concentració de població designada pel cens dels Estats Units a l'estat de Utah. Segons el cens del 2000 tenia 485 habitants.

## Demografia
Segons el cens del 2000, Palmyra tenia 485 habitants, 142 habitatges, i 123 famílies. La densitat de població era de 16,3 habitants per km².
Dels 142 habitatges en un 40,8% hi vivien nens de menys de 18 anys, en un 80,3% hi vivien parelles casades, en un 4,2% dones solteres, i en un 12,7% no eren unitats familiars. En el 12% dels habitatges hi vivien persones soles el 4,2% de les quals corresponia a persones de 65 anys o més que vivien soles. El nombre mitjà de persones vivint en cada habitatge era de 3,42 i el nombre mitjà de persones que vivien en cada família era de 3,72.
Per edats la població es repartia de la següent manera: un 34% tenia menys de 18 anys, un 10,1% entre 18 i 24, un 23,5% entre 25 i 44, un 21,6% de 45 a 60 i un 10,7% 65 anys o més.
L'edat mediana era de 31 anys. Per cada 100 dones de 18 o més anys hi havia 114,8 homes.
La renda mediana per habitatge era de 58.750 $ i la renda mediana per família de 90.122 $. Els homes tenien una renda mediana de 42.917 $ mentre que les dones 24.531 $. La renda per capita de la població era de 18.967 $. Entorn del 5,8% de les famílies i el 8,5% de la població estaven per davall del llindar de pobresa.

## Poblacions més properes
El següent diagrama mostra les poblacions més properes.